# 尚塔尔群岛
尚塔尔群岛（又译善塔尔群岛、清朝稱「格布特島」）是位于鄂霍次克海西部的一个群岛。外东北的一部分。属俄罗斯哈巴罗夫斯克边疆区。旧属大清帝國，在《瑷珲条约》中被割让给俄羅斯帝國。由大尚塔尔岛（面积1766平方公里）、費克利斯托夫島、小尚塔尔岛、别利奇岛等15个岛屿组成。面积约2500平方公里。岛上多森林、冰原。人口稀少。

## 外部連結
- Location （页面存档备份，存于）
- Ice ridging
- Bird life （页面存档备份，存于）
- Tracking Steller’s Sea Eagles
- Khabarovsk Krai[永久]